# Salomé (Tiziano)
Salomé (en italiano: Salomè) es un cuadro en óleo sobre tela (90x72 cm) de Tiziano, que data alrededor de 1515 y se conserva en la Galería Doria-Pamphili de Roma.

## Historia
La obra formó parte de las colecciones del príncipe Salviati, de Cristina de Suecia y del príncipe Odescalchi antes de ingresar, en 1794, a la Galería Doria. Ya atribuida al Pordenone y a Giorgione, fue remitida a Tiziano por Morelli, seguido de casi toda la crítica.
Numerosas copias existen, incluyendo una, con variantes, ya en la colección Benson de Londres, tal vez incluso autografiada.

## Descripción y estilo

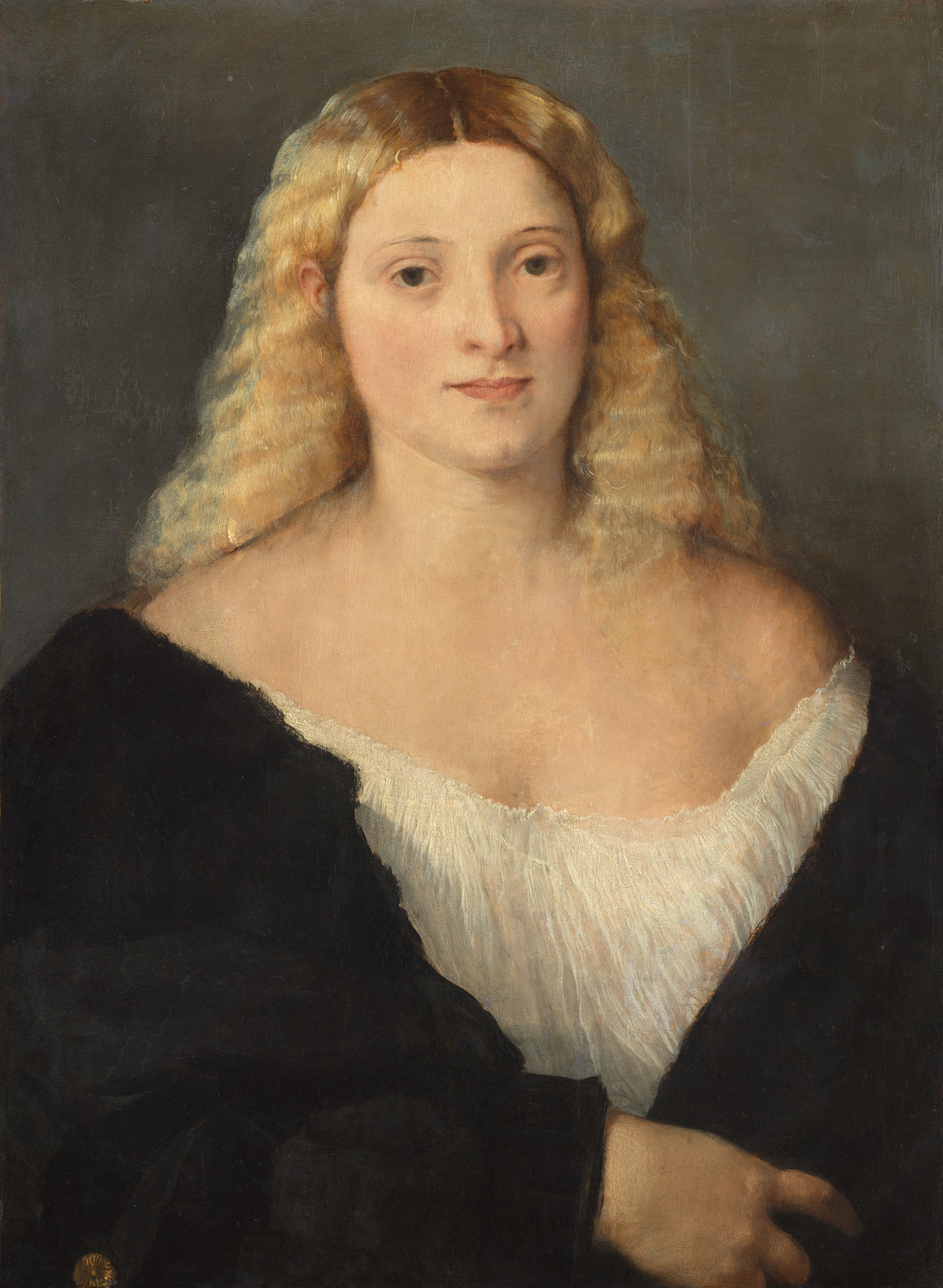
Retrato de mujer anónima del Renacimiento italiano, obra de Tiziano.

En una habitación oscura, iluminada por un arco que se abre hacia un cielo despejado y coronado por un cupido tallado, Salomé sostiene en una bandeja la cabeza del Bautista, asistida por un joven ayudante. Para nada horrorizados, los dos protagonistas personifican una plácida escena bíblica, en la que destaca sobre todo la belleza ideal de la mujer. Ella, con la cara ovalada al estilo Leonardo da Vinci, filtrado por Giorgione y los tonalistas, tiene las características de muchas mujeres de Tiziano en obras de la época, desde Flora de la Galería Uffizi a la santa Caterina de la Sacra conversación Balbi, desde Violante a la Mujer ante el espejo, desde Vanidad de Viena hasta las figuras femeninas del 'Amor sacro y amor profano.
Algunos han especulado que podría tratarse de la amante del artista, otro que era la hija de Palma el Viejo, Violante.